# Папская комиссия по культурному наследию Церкви
Папская комиссия по культурному наследию Церкви (лат. Pontificia Commissio de Patrimonio Artis et Historiae conservando) — бывшая дикастерия в Римско-католической церкви и Римской курии, что взяло под опеку историческое и художественное наследство всей Церкви, которая включает произведения искусства, исторические документы, книги, все сохраняемое в музеях, а также в библиотеках и архиве. Комиссия также сотрудничает в сохранении этого наследства с отдельными Церквями и их соответствующими епископскими организациями и продвигает когда-либо большее понимание в Церкви об этом богатстве.
Комиссия было основано под названием Папская комиссия по сохранению художественного и исторического церковного наследства 28 июня 1988 папой римским Иоанном Павлом II.

## История
В 1988 году апостольская конституция «Pastor Bonus» создает «Папскую комиссию по сохранению исторического и художественного наследия Церкви», которая собирает наследие Папской центральной комиссии сакрального искусства в Италии, с целью заботы о «наследии, истории и искусстве Церкви».
С motu proprio «Inde a pontificatus» от 25 марта 1993 года комиссия меняет свое название и принимает название «Папская комиссия по культурному наследию церкви».
Иоанн Павел II поднимает эту тему в своем послании от 28 сентября 1997 года членам II пленарной ассамблеи, повторяя, что задача комиссии:
«Она состоит в культурном и пастырском оживлении церковных общин, максимально используя многочисленные формы выражения, которые Церковь произвела и продолжает производить на службе новой евангелизации народов. Речь идет о сохранении памяти о прошлом и защите видимых памятников духа с помощью капиллярной и непрерывной работы по каталогизации, обслуживанию, реставрации, хранению и защите. (...) Речь идет также о поощрении новых постановок посредством более внимательного и доступного межличностного контакта с операторами в этом секторе, чтобы даже наш век мог записать произведения, которые документируют веру и гениальность присутствия Церкви в истории."
Папа Бенедикт XVI издав motu proprio «Pulchritudinis fidei» от 30 июля 2012 года объединил Папскую комиссию по культурному наследию Церкви с Папским советом по культуре, и это положение вступило в силу 3 ноября 2012 года .

## Председатели Папской комиссии
- кардинал Антонио Инноченти — (8 октября 1988 — 1 июля 1991);
- кардинал Хосе Томас Санчес — (1 июля 1991 — 4 мая 1993);
- кардинал Франческо Маркизано — (4 мая 1993 — 13 октября 2003);
- кардинал Мауро Пьяченца — (13 октября 2003 — 7 мая 2007);
- кардинал Джанфранко Равази — (3 сентября 2007 — 3 ноября 2012).

## Вице-председатели Папской комиссии
- священник Михаил Джон Зелински, O.S.B. Oliv. — (8 мая 2007 — 3 ноября 2012, в отставке);

## Секретари
- епископ Франческо Маркизано — (6 октября 1988 — 4 мая 1993, назначен председателем этой же дикастерии);
- священник Паоло Рабитти — (4 мая 1993 — 25 мая 1995, назначен епископом Сан-Марино-Монтефельтро);
- священник Карло Шенис, S.D.B. — (22 июля 1995 — 21 декабря 2006, назначен епископом Чивитавеккья-Тарквиния);
- доктор Франческо Буранелли — (4 декабря 2007 — 3 ноября 2012, в отставке).

## Заместители секретаря
- священник Паоло Рабитти — (6 октября 1988 — 4 мая 1993, назначен секретарём этой же дикастерии);
- священник Лино Фортепиано, S.S.C. — (19 ноября 1997 — 1999, в отставке);
- священник Мишель Бергер — (27 ноября 1999 — 2005, в отставке);
- священник Хосе Мануэль Дель Рио Карраско — (8 мая 2007 — 3 ноября 2012, в отставке).